# Списък на политическите партии в Нова Зеландия
Политическият живот на Нова Зеландия се характеризира с устойчива партийна система. Обикновено всички членове на еднокамарния парламента на страната принадлежат към определена политическа партия, като независимите депутати са рядкост. По традиция партийната система е двупартийна, но от края на 20 век нараства значението на малките партии, които получават реално участие в управлението.

## Парламентарно представени партии
| Партия                                    | Описание | Места в Парламента |
| ----------------------------------------- | --- | ------------------ |
| Новозеландска национална партия           | Дясноцентристка, социално консервативна партия. Най-голямата партия в Парламента, тя е традиционният основен опонент на лейбъристите. Подкрепя пазарната икономика, ниските данъци и ограничаването на държавната намеса в обществения живот.                    | 60                 |
| Новозеландска лейбъристка партия          | Лявоцентристка, социално прогресивна партия. Най-старата партия в страната и втората по брой на депутатите в Парламента. | 34                 |
| Зелена партия на Аотеароа - Нова Зеландия | Зелена партия със силен ляв, социално прогресивен уклон. | 13                 |
| Първо Нова Зеландия                       | Центристка, популистка и националистическа партия. Сред основните ѝ цели са ограничаването на имиграцията, намаляването на плащанията по Договора от Вайтанги, увеличаване на наказанията за престъпления и ренационализацията на приватизирани държавни активи. | 8                  |
| Маорска партия                            | Партия на местното маорско малцинство. | 3                  |
| АКТ Нова Зеландия                         | Класическолиберална партия, застъпваща се за пазарна икономика, ниски данъци, ограничени държавни разходи и увеличаване на наказанията за престъпления. | 1                  |
| Мана                                      | Партия на местното маорско малцинство. | 1                  |
| Обединено бъдеще                          | Умерена центристка партия, акцентираща върху семейната и социална политика. | 1                  |

## Регистрирани извънпарламентарни партии
- Алианс
- Киви
- Консервативна партия
- Либертарианз
- Нова гражданска партия
- Новозеландска демократическа партия за социален кредит
- Партия Аотеароа - Легализирайте канабиса
- Прогресивна партия на Джим Андертън

## Нерегистрирани партии
- Аотеароа - НЗ Младежка партия
- Движение „Присъединете се към Австралия“
- Комунистическа лига
- НашаНЗ
- Нга Иви Мореху
- Новозеландски национален фронт
- Партия за човешки права
- Партия на суверенитета
- Партия „Нова икономика“
- Пиратска партия на Нова Зеландия
- Хапу